# Mieczysław Włodyka
Mieczysław Włodyka (ur. 30 stycznia 1949 w Różance, zm. 14 lutego 2017) – polski przedsiębiorca i polityk, senator RP II i III kadencji (1991–1997).

## Życiorys
W młodości był zatrudniony w branży budowlanej, następnie posiadał własny zakład rzemieślniczy, gospodarstwo rolne i szklarnię. Pod koniec lat 80. założył przedsiębiorstwo Polexport.
W wyborach w 1991 uzyskał mandat senatora w województwie słupskim z ramienia Polskiego Stronnictwa Ludowego. Zasiadał w Komisji Inicjatyw i Prac Ustawodawczych oraz Rolnictwa. W 1992 jego nazwisko pojawiło się na tzw. liście Macierewicza. W wyborach w 1993 ponownie został wybrany na senatora. Był członkiem Komisji Inicjatyw i Prac Ustawodawczych oraz Komisji Spraw Emigracji i Polaków za Granicą, pełnił funkcję wiceprzewodniczącego Komisji Ochrony Środowiska.
W wyborach w 1997 bez powodzenia ubiegał się o reelekcję, zajmując 5. miejsce. Powrócił później do biznesu. W 2010 był kandydatem Sojuszu Lewicy Demokratycznej do sejmiku pomorskiego.
Pochowany na starym cmentarzu w Słupsku.